# Сан Силвестро (Ријети)
Сан Силвестро је насеље у Италији у округу Ријети, региону Лацио.
Према процени из 2011. у насељу је живело 98 становника. Насеље се налази на надморској висини од 755 м.